# Avenue Francisco Matarazzo
L'avenue Francisco Matarazzo est une voie importante de la ville de São Paulo.

## Situation et accès
Elle est située dans le quartier de Barra Funda, dans le district homonyme, dans la zone ouest de la capitale.
La voie est parallèle aux rues Turiaçú et Palestra Itália et traverse l'avenue Pompeia. Elle commence au Largo Padre Péricles, situé à Barra Funda et se termine à rua Carlos Vicari, dans le quartier de Lapa.

## Origine du nom
Son nom est un hommage à Francesco Antonio Maria Matarazzo, un agriculteur italien qui, en 1881, émigra dans l'empire du Brésil (1822-1889), devenant colporteur et, plus tard, un homme d'affaires renommé.

## Historique
Ouverte au milieu de l'année 1899, elle fut initialement nommée « avenue Água Branca » par la loi 18 du maire de l'époque Antônio da Silva Prado.
Le 18 août 1903, la ligne de tramway fut inaugurée, la première à utiliser la nouvelle avenue.
Plus tard, l'avenue s'est consolidée comme la principale liaison entre la région centrale de São Paulo et la région de Lapa (jusque dans les années 1970, lorsque l'avenue do Emissário - actuelle avenue Marques de São Vicente - a été construite).
En 1950, l'« avenue Água Branca » a été rebaptisée « avenue Francisco Matarazzo ».
Les tramways circulaient sur l'avenue jusqu'en 1966, date à laquelle ils furent abandonnés et remplacés par des bus. Cent ans après la mise en place des tramways, l'avenue reçoit le couloir Pirituba-Lapa-Centro,,.

## Bâtiments remarquables et lieux de mémoire
Sur l'avenue Francisco Matarazzo se trouvent des points importants de la capitale de São Paulo, tels que le Parc d'Água Branca, le Bourbon Shopping et l'Allianz Parque, arène de la Sociedade Esportiva Palmeiras.